# Saugues
Pour les articles homonymes, voir Saugues (homonymie).
Saugues est une commune française située dans le département de la Haute-Loire, en région Auvergne-Rhône-Alpes.

## Géographie

### Localisation
La commune de Saugues se trouve dans le département de la Haute-Loire, en région Auvergne-Rhône-Alpes. Elle est limitrophe de la Lozère et proche du Cantal.
Elle se situe à 43 km par la route du Puy-en-Velay, préfecture du département, à 49 km de Brioude, sous-préfecture, et à 20 km de Langeac, bureau centralisateur du canton de Gorges de l'Allier-Gévaudan dont dépend la commune depuis 2015 pour les élections départementales.
Les communes les plus proches sont :
Venteuges (4,8 km), Esplantas-Vazeilles (5,6 km), Cubelles (5,7 km), Grèzes (6,5 km), Charraix (7,5 km), Monistrol-d'Allier (7,6 km), Saint-Préjet-d'Allier (7,7 km).
| La Besseyre-Saint-Mary             | Venteuges           | Cubelles              |
| Paulhac-en-Margeride (Lozère)      | Saugues             | Monistrol-d'Allier    |
| Le Malzieu-Forain (Lozère), Grèzes | Esplantas-Vazeilles | Saint-Préjet-d'Allier |

### Géologie et relief
La commune est dans les monts de la Margeride, son point culminant est atteint au sommet du Montchauvet à 1 485 mètres d'altitude.

### Hydrographie
La Seuge traverse le canton de Chanaleilles à Prades, où elle se jette dans l'Allier.

### Climat
Pour des articles plus généraux, voir Climat d'Auvergne-Rhône-Alpes et Climat de la Haute-Loire.
En 2010, le climat de la commune est de type climat océanique altéré, selon une étude du Centre national de la recherche scientifique s'appuyant sur une série de données couvrant la période 1971-2000. En 2020, Météo-France publie une typologie des climats de la France métropolitaine dans laquelle la commune est exposée à un climat de montagne ou de marges de montagne et est dans la région climatique Sud-est du Massif Central, caractérisée par une pluviométrie annuelle de 1 000 à 1 500 mm, minimale en été, maximale en automne.
Pour la période 1971-2000, la température annuelle moyenne est de 7,8 °C, avec une amplitude thermique annuelle de 15,6 °C. Le cumul annuel moyen de précipitations est de 806 mm, avec 8,6 jours de précipitations en janvier et 6,3 jours en juillet. Pour la période 1991-2020, la température moyenne annuelle observée sur la station météorologique installée sur la commune est de 8,1 °C et le cumul annuel moyen de précipitations est de 785,1 mm,. Pour l'avenir, les paramètres climatiques de la commune estimés pour 2050 selon différents scénarios d'émission de gaz à effet de serre sont consultables sur un site dédié publié par Météo-France en novembre 2022.
| Mois                                  | jan.          | fév.           | mars           | avril          | mai             | juin          | jui.          | août            | sep.            | oct.             | nov.           | déc.           | année      |
| ------------------------------------- | ------------- | -------------- | -------------- | -------------- | --------------- | ------------- | ------------- | --------------- | --------------- | ---------------- | -------------- | -------------- | ---------- |
| Température minimale moyenne (°C)     | −3,2          | −3,4           | −1,5           | 0,8            | 4,3             | 7,5           | 8,9           | 8,6             | 5,7             | 4,1              | 0,2            | −2,3           | 2,5        |
| Température moyenne (°C)              | 0,8           | 1,1            | 4              | 6,7            | 10,6            | 14,3          | 16,4          | 16,1            | 12,3            | 9,3              | 4,4            | 1,6            | 8,1        |
| Température maximale moyenne (°C)     | 4,8           | 5,6            | 9,5            | 12,6           | 16,8            | 21,2          | 23,8          | 23,7            | 18,9            | 14,4             | 8,6            | 5,6            | 13,8       |
| Record de froid (°C) date du record   | −18 13.01.03  | −22,7 01.02.10 | −29,5 01.03.05 | −11,4 08.04.21 | −5,8 15.05.1995 | −2,8 04.06.01 | −0,8 17.07.00 | −2,8 29.08.1998 | −5,3 14.09.1996 | −11,3 31.10.1997 | −15,5 28.11.13 | −21,1 18.12.10 | −29,5 2005 |
| Record de chaleur (°C) date du record | 19,7 01.01.22 | 22 04.02.04    | 23 17.03.04    | 24,6 30.04.05  | 32,3 22.05.22   | 36,4 27.06.19 | 36,5 07.07.15 | 36,1 23.08.23   | 31,9 05.09.23   | 28,9 08.10.23    | 22,6 07.11.15  | 20,3 31.12.21  | 36,5 2015  |
| Précipitations (mm)                   | 46,4          | 39,6           | 40,2           | 67,4           | 90,8            | 75,5          | 72,5          | 70,8            | 77,7            | 77,8             | 76             | 50,4           | 785,1      |

## Urbanisme

### Typologie
Au 1er janvier 2024, Saugues est catégorisée bourg rural, selon la nouvelle grille communale de densité à sept niveaux définie par l'Insee en 2022.
Elle est située hors unité urbaine et hors attraction des villes,.

### Occupation des sols
L'occupation des sols de la commune, telle qu'elle ressort de la base de données européenne d’occupation biophysique des sols Corine Land Cover (CLC), est marquée par l'importance des territoires agricoles (63,9 % en 2018), une proportion sensiblement équivalente à celle de 1990 (64,1 %). La répartition détaillée en 2018 est la suivante :
prairies (40,1 %), forêts (31,8 %), zones agricoles hétérogènes (23,9 %), milieux à végétation arbustive et/ou herbacée (2,4 %), zones urbanisées (1,2 %), zones industrielles ou commerciales et réseaux de communication (0,4 %), espaces verts artificialisés, non agricoles (0,3 %). L'évolution de l’occupation des sols de la commune et de ses infrastructures peut être observée sur les différentes représentations cartographiques du territoire : la carte de Cassini (XVIIIe siècle), la carte d'état-major (1820-1866) et les cartes ou photos aériennes de l'IGN pour la période actuelle (1950 à aujourd'hui).

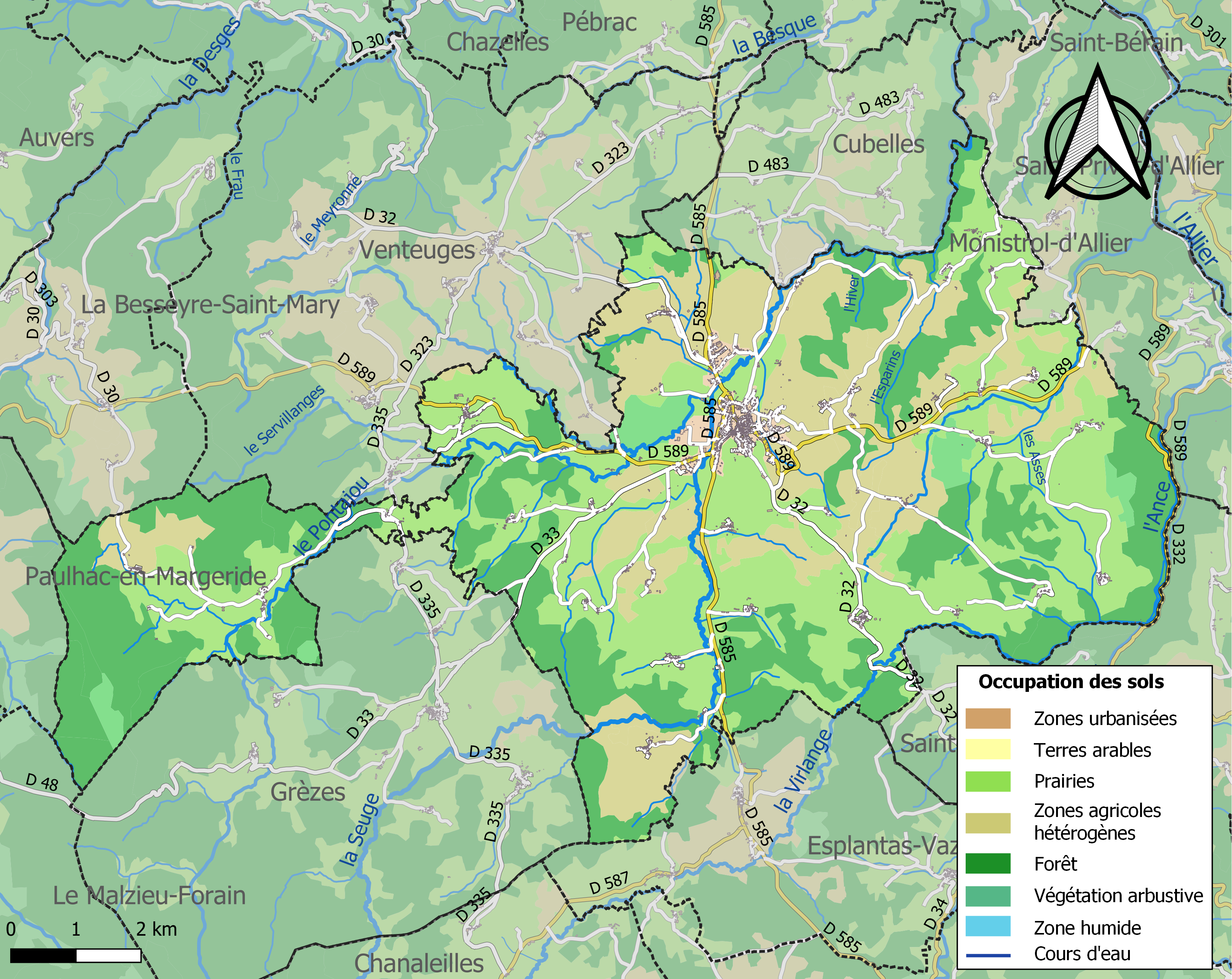
Carte des infrastructures et de l'occupation des sols de la commune en 2018 (CLC).

### Habitat et logement
En 2018, le nombre total de logements dans la commune était de 1 355, alors qu'il était de 1 336 en 2013 et de 1 320 en 2008.
Parmi ces logements, 58,9 % étaient des résidences principales, 24,1 % des résidences secondaires et 17 % des logements vacants. Ces logements étaient pour 87,2 % d'entre eux des maisons individuelles et pour 12,5 % des appartements.
Le tableau ci-dessous présente la typologie des logements à Saugues en 2018 en comparaison avec celle de la Haute-Loire et de la France entière. Une caractéristique marquante du parc de logements est ainsi une proportion de résidences secondaires et logements occasionnels (24,1 %) supérieure à celle du département (16,1 %) et à celle de la France entière (9,7 %). Concernant le statut d'occupation de ces logements, 75,7 % des habitants de la commune sont propriétaires de leur logement (76,4 % en 2013), contre 70 % pour la Haute-Loire et 57,5 pour la France entière.
| Typologie                                               | Saugues | Haute-Loire | France entière |
| ------------------------------------------------------- | ------- | ----------- | -------------- |
| Résidences principales (en %)                           | 58,9    | 71,5        | 82,1           |
| Résidences secondaires et logements occasionnels (en %) | 24,1    | 16,1        | 9,7            |
| Logements vacants (en %)                                | 17      | 12,4        | 8,2            |

## Toponymie
La ville de Saugues se nomme Saug en auvergnat'.  La ville tient d'ailleurs une place importante à la langue occitane et des visites bilingues français-occitan ont été mises en place.

## Histoire

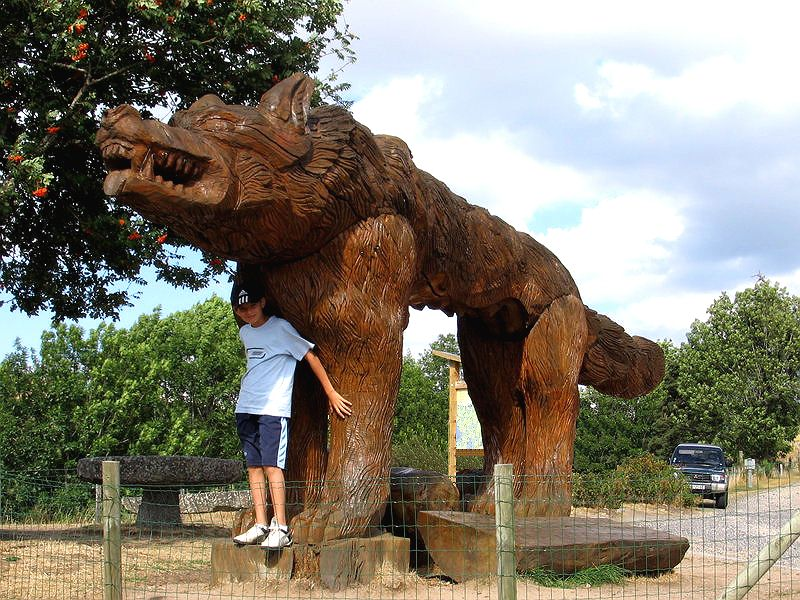
Statue en bois de la Bête du Gévaudan surplombant la ville.

Ancienne place forte du Gévaudan, elle s'est développée dès le XIIe siècle sous l'autorité des évêques de Mende et des seigneurs de Mercœur. Odilon de Mercœur, évêque de Mende (1247-1274) fait bâtir le château d'Esplantas, dont il reste le donjon daté de 1252 ; le logis polygonal qui l'entoure en partie, remanié aux XVIe et XVIIIe siècles ; une enceinte. Le bourg est ceint d'une puissante muraille, dont il ne reste aujourd'hui rien.
Au début de mars 1362 la ville est envahie par surprise par les "routiers" de Perin Boias. Elle est alors encerclée par l'armée d'Arnoul d'Audrehem, composée de nombreux seigneurs dont le vicomte de Polignac accouru avec plus de mille de ses vassaux; Guillaume de Chalencon; Eustache de Langeac; Henri de Trastamare. Les défenses de la ville sont trop puissantes, et après des pourparlers les routiers se retirent le 28, emportant avec eux un riche butin.
En 1589-1580, le château d'Esplantas est commandé par Pierre de la Rodde, dit le cadet de Séneujols, qui assassinera Antoine de Saint-Vidal le 25 janvier 1591.
C'est dans les montagnes des alentours et près de Saugues que sévit, à la veille de la Révolution, la fameuse bête du Gévaudan, de sinistre mémoire.
Le centre historique du bourg est dévasté par un incendie en 1788.
La flamme postale de la cité représentait dans les années 1980 le dessin de la bête de Gévaudan et était intitulée Porte du Gévaudan.

### Pèlerinage de Compostelle
La ville est située sur la via Podiensis du pèlerinage de Saint-Jacques-de-Compostelle.
On vient de Monistrol-d'Allier, la commune suivante est Chanaleilles, la dômerie du Sauvage et la chapelle Saint-Roch.
Saugues était le point de rencontre des pèlerins venant d’Auvergne. En effet, au chemin venant de Brioude, qui permettait d'éviter le Puy en remontant la vallée de l'Allier par Langeac, Chanteuges et la forêt de Pourcheresse, se raccordaient des voies secondaires drainant les pèlerins du Cantal ou du Puy-de-Dôme.

### Confrérie des Pénitents
Historique de la Confrérie :
C'est le 14 mai 1652, à l'initiative de cinq honorables habitants de Saugues : Antoine de Langlade, seigneur de Courère, Jacques de Langlade, seigneur de La Valette, tous deux chanoines de la collégiale Saint-Médard, ainsi que de Jacques de Langlade, Benoît Paparic et Antoine Pichot que fut fondée à Saugues, avec l'autorisation de l'évêque de Mende, une confrérie de Pénitents Blancs.
Elle devait être affiliée à l'archiconfrérie de Notre-Dame de Gonfalon de Rome par une bulle du 15 novembre de la même année.
Lors de la grande peste de 1721, qui sévit avec violence dans le Gévaudan, les pénitents avaient fait le vœu de se rendre en procession le lundi de Pentecôte au pèlerinage de Notre-Dame d'Estours.
La confrérie comporte aujourd'hui une cinquantaine de pénitents, issus de toutes les professions.

## Politique et administration

### Découpage territorial
La commune de Saugues est membre de la communauté de communes des Rives du Haut Allier, un établissement public de coopération intercommunale (EPCI) à fiscalité propre créé le 27 décembre 2016 dont le siège est à Langeac. Ce dernier est par ailleurs membre d'autres groupements intercommunaux.
Sur le plan administratif, elle est rattachée à l'arrondissement de Brioude, au département de la Haute-Loire, en tant que circonscription administrative de l'État, et à la région Auvergne-Rhône-Alpes.
Sur le plan électoral, elle dépend du canton de Gorges de l'Allier-Gévaudan pour l'élection des conseillers départementaux, depuis le redécoupage cantonal de 2014 entré en vigueur en 2015, et de la deuxième circonscription de la Haute-Loire  pour les élections législatives, depuis le redécoupage électoral de 1986.

### Liste des maires
| Période                                  | Période  | Identité            | Étiquette | Qualité                  |
| ---------------------------------------- | -------- | ------------------- | --------- | ------------------------ |
| 1959                                     | 1965     | Victor Dumas        |           |                          |
| 1965                                     | 1976     | Jean-Claude Simon   | RI        | Député                   |
| 1977                                     | 1989     | Georges Vieilledent | UDF       | Conseiller général       |
| 1989                                     | 1998     | Mireille de Chirac  |           |                          |
| 1998                                     | 2014     | Paul Bastide        |           |                          |
| 2014                                     | 2020     | Michel Brun         | DVD       | Conseiller Départemental |
| 2020                                     | En cours | Joël Plantin        |           |                          |
| Les données manquantes sont à compléter. |          |                     |           |                          |

### Jumelages
Saugues est jumelée avec la commune belge, Modave, depuis 1992. Le comité de jumelage s’occupe d’entretenir les relations entre les deux communes, par le biais du comité de jumelage saugain et organise des activités qui servent à financer, en partie, le voyage des enfants de Saugues à Modave.

## Population et société

### Démographie

#### Évolution démographique
L'évolution du nombre d'habitants est connue à travers les recensements de la population effectués dans la commune depuis 1793. Pour les communes de moins de 10 000 habitants, une enquête de recensement portant sur toute la population est réalisée tous les cinq ans, les populations de référence des années intermédiaires étant quant à elles estimées par interpolation ou extrapolation. Pour la commune, le premier recensement exhaustif entrant dans le cadre du nouveau dispositif a été réalisé en 2008.

En 2022, la commune comptait 1 664 habitants, en évolution de −6,09 % par rapport à 2016 (Haute-Loire : +0,36 %, France hors Mayotte : +2,11 %).
| 1793  | 1800  | 1806  | 1821  | 1831  | 1836  | 1841  | 1846  | 1851  |
| ----- | ----- | ----- | ----- | ----- | ----- | ----- | ----- | ----- |
| 3 430 | 2 666 | 3 513 | 3 468 | 3 833 | 3 630 | 3 805 | 4 017 | 3 908 |

| 1856  | 1861  | 1866  | 1872  | 1876  | 1881  | 1886  | 1891  | 1896  |
| ----- | ----- | ----- | ----- | ----- | ----- | ----- | ----- | ----- |
| 3 805 | 3 839 | 3 847 | 3 738 | 3 982 | 4 063 | 3 857 | 3 720 | 3 827 |

| 1901  | 1906  | 1911  | 1921  | 1926  | 1931  | 1936  | 1946  | 1954  |
| ----- | ----- | ----- | ----- | ----- | ----- | ----- | ----- | ----- |
| 3 924 | 3 811 | 3 784 | 3 479 | 3 324 | 3 212 | 3 274 | 2 909 | 2 614 |

| 1962  | 1968  | 1975  | 1982  | 1990  | 1999  | 2006  | 2008  | 2013  |
| ----- | ----- | ----- | ----- | ----- | ----- | ----- | ----- | ----- |
| 2 640 | 2 493 | 2 371 | 2 288 | 2 089 | 2 013 | 1 917 | 1 879 | 1 801 |

| 2018  | 2022  | - | - | - | - | - | - | - |
| ----- | ----- | - | - | - | - | - | - | - |
| 1 701 | 1 664 | - | - | - | - | - | - | - |

#### Pyramide des âges
La population de la commune est relativement âgée.
En 2018, le taux de personnes d'un âge inférieur à 30 ans s'élève à 26,1 %, soit en dessous de la moyenne départementale (31 %). À l'inverse, le taux de personnes d'âge supérieur à 60 ans est de 39 % la même année, alors qu'il est de 31,1 % au niveau départemental.
En 2018, la commune comptait 846 hommes pour 855 femmes, soit un taux de 50,26 % de femmes, légèrement inférieur au taux départemental (50,87 %).
Les pyramides des âges de la commune et du département s'établissent comme suit.
| Hommes | Classe d’âge | Femmes |
| ------ | ------------ | ------ |
| 1,8    | 90 ou +      | 4,8    |
| 10,8   | 75-89 ans    | 18,8   |
| 21,3   | 60-74 ans    | 20,5   |
| 23,5   | 45-59 ans    | 20,5   |
| 13,4   | 30-44 ans    | 12,5   |
| 15,7   | 15-29 ans    | 10,8   |
| 13,6   | 0-14 ans     | 12,2   |

| Hommes | Classe d’âge | Femmes |
| ------ | ------------ | ------ |
| 0,9    | 90 ou +      | 2,5    |
| 8,4    | 75-89 ans    | 11,7   |
| 20,4   | 60-74 ans    | 20,5   |
| 21,3   | 45-59 ans    | 20,3   |
| 16,8   | 30-44 ans    | 16,3   |
| 15,2   | 15-29 ans    | 13,2   |
| 17     | 0-14 ans     | 15,6   |

### Manifestations culturelles et festivités

#### Festival celte en Gévaudan
Depuis 2007, chaque mois d'août a lieu un festival celtique qui accueille pendant plusieurs jours environ 10 000 personnes.
Les précédentes éditions ont accueilli, entre autres, Tri Yann (2007, 2015), Dan Ar Braz (2008), Manau (2009, 2013), Carlos Núñez (2009, 2016), Soldat Louis (2010, 2014), Alan Stivell (2011, 2019), Nolwenn Leroy (2011), Celtic Legends (2011), Capercaillie (2012), Matmatah (2017, 2023), Kyo (2018).
Huit ans après son premier passage, Alan Stivell fut l'invité du festival à l'occasion de l'édition 2019 : le samedi 10 août, en tête d'affiche avec le groupe Celtica Pipes Rocks !

#### Événements sportifs
Saugues est chaque année au mois de juin depuis 2016 ville-départ de l'ultra-trail du Saint-Jacques, d'une longueur de 115 km environ. Le parcours existe depuis 2016 mais le Grand Trail du Saint-Jacques a été créé en 2012.
Un double-passage par Saugues (dont l'arrivée) fut au programme de la 2e étape du critérium du Dauphiné 2021. L'étape fut remportée par Lukas Pöstlberger.

#### Théâtre
Un festival de théâtre amateur se déroule en juillet-août.

### Sports et loisirs
Le club de football de Saugues (AS Saugues) compte deux équipes senior évoluant en District 3 et district 4, des équipes jeunes dans chaque catégorie en groupement avec Langeac et Siaugues (GL2S) ainsi qu'une équipe féminine en élite meilleur niveau départemental.
Quant au club de rugby, l'Oval Club Gévaudan (OCG), il possède une école de rugby, des équipes de cadets, juniors et séniors, mais aussi une équipe féminine de rugby à 7.
Saugues a aussi un club de Handball (HBC Saugues) créé en 1989. Le club possède deux équipes seniors, une féminine et une masculine, ainsi que des équipes jeunes allant du baby-hand à -18.

#### Structures sportives
Un nouveau gymnase, construit depuis 2009, propose plusieurs possibilités de sport à pratiquer puisque de nombreux clubs ont vu le jour : handball, badminton, judo, musculation, etc.
On trouve également des terrains sportifs pour le football et le rugby ainsi que pour l'athlétisme.

### Équipements et services publics

#### Enseignement
Saugues est dotée d'un collège public et d'un collège privé (école de La Présentation). Ces deux établissements disposent de plusieurs clubs : théâtre, poésie, associations sportives, etc.
Un lycée forestier également centre de Formation Professionnelle Forestière y est établi.

#### Secours
Saugues est pourvu d'un centre de secours dont le chef du centre est le lieutenant Olivier Pignol, succédant au capitaine Jean-Claude Combeuil en mai 2016.

## Économie

### Revenus
En 2018, la commune compte 808 ménages fiscaux, regroupant 1 630 personnes. La médiane du revenu disponible par unité de consommation est de 18 820 € (20 800 € dans le département).

### Emploi
| Division       | 2008  | 2013  | 2018  |
| -------------- | ----- | ----- | ----- |
| Commune        | 3,5 % | 5,7 % | 6,2 % |
| Département    | 6,3 % | 7,7 % | 7,7 % |
| France entière | 8,3 % | 10 %  | 10 %  |

En 2018, la population âgée de 15 à 64 ans s'élève à 942 personnes, parmi lesquelles on compte 77,9 % d'actifs (71,8 % ayant un emploi et 6,2 % de chômeurs) et 22,1 % d'inactifs,. Depuis 2008, le taux de chômage communal (au sens du recensement) des 15-64 ans est inférieur à celui de la France et du département.
La commune est hors attraction des villes,. Elle compte 959 emplois en 2018, contre 919 en 2013 et 912 en 2008. Le nombre d'actifs ayant un emploi résidant dans la commune est de 688, soit un indicateur de concentration d'emploi de 139,4 % et un taux d'activité parmi les 15 ans ou plus de 50,3 %.
Sur ces 688 actifs de 15 ans ou plus ayant un emploi, 505 travaillent dans la commune, soit 73 % des habitants. Pour se rendre au travail, 74,7 % des habitants utilisent un véhicule personnel ou de fonction à quatre roues, 0,3 % les transports en commun, 13,4 % s'y rendent en deux-roues, à vélo ou à pied et 11,6 % n'ont pas besoin de transport (travail au domicile).

## Culture locale et patrimoine
Saugues fut renommée pour ses sabotiers, dont l'activité remonte à près de 300 ans. Une chanson en occitan mentionne cet artisanat,.

### Lieux et monuments
- La collégiale Saint-Médard[37]

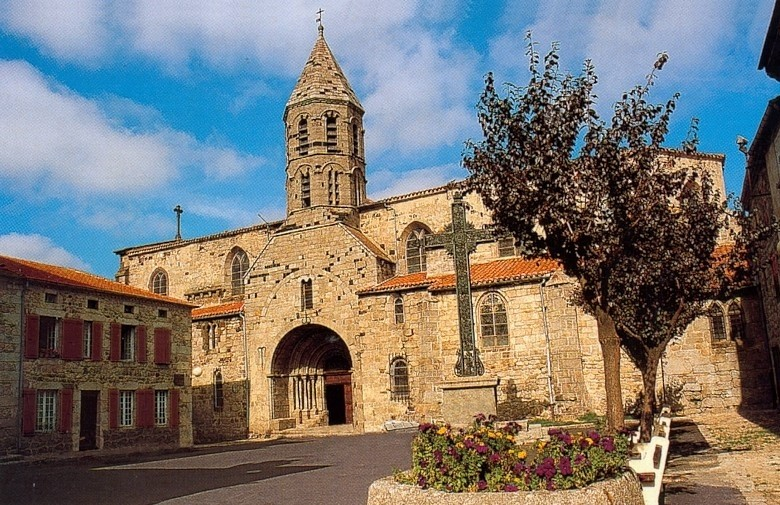
Saugues, la collégiale Saint-Médard.

Essentiellement du XVIe siècle, c’est un édifice gothique marqué par des modifications au XIXe siècle. Il est surmonté d'un clocher octogonal sur porche.
La collégiale abrite un prestigieux mobilier, son trésor comprend une Vierge en majesté du XIIe siècle, une pietà du XVe siècle, trois croix processionnelles Renaissance richement ciselées, dues aux orfèvres du Puy.
On y voit encore la châsse de saint Bénilde (1805 - 1862, canonisé en 1967), membre des Frères des Écoles chrétiennes.
- La tour dite des Anglais[38]Saugues, la tour des Anglais.

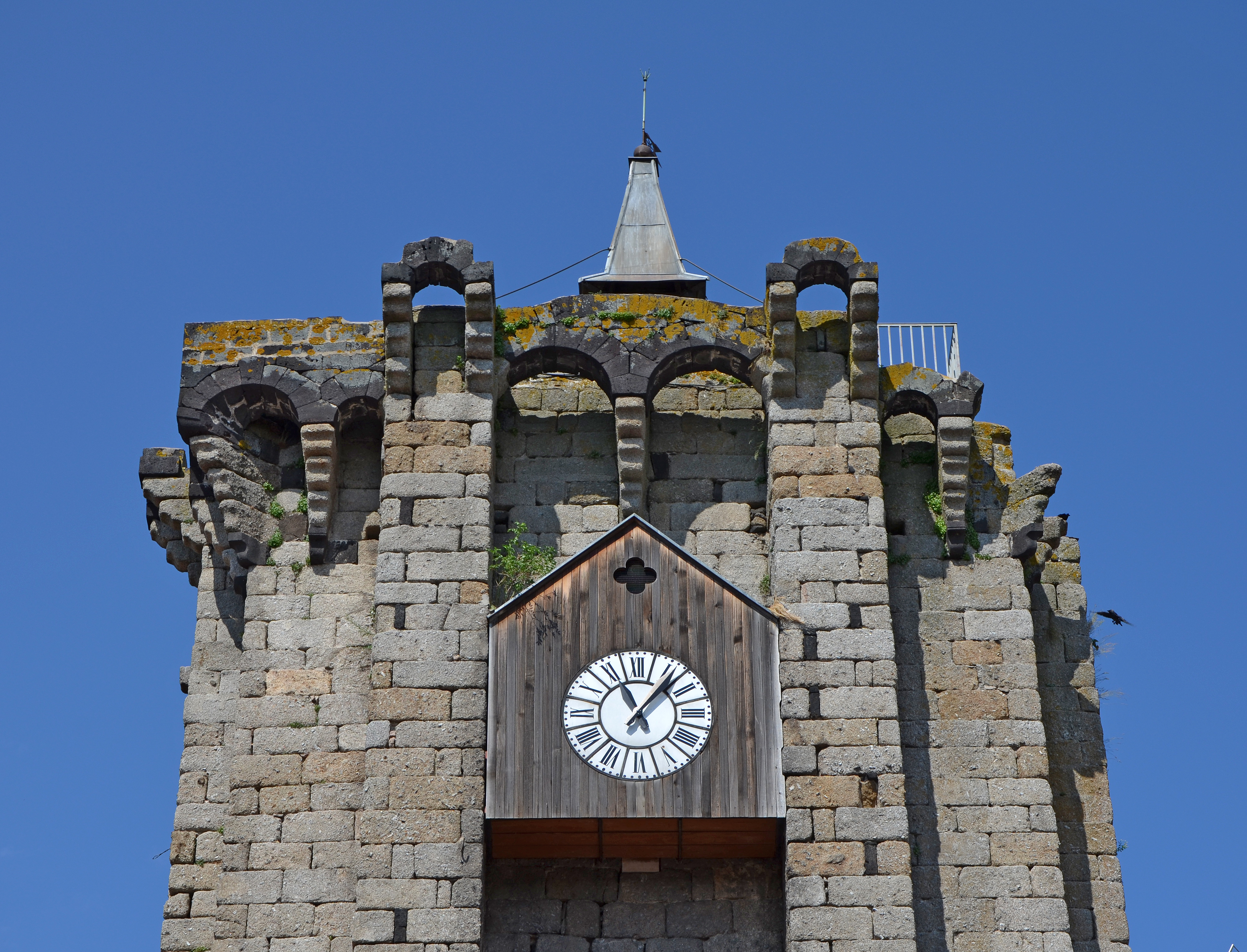
Saugues, la tour des Anglais.

Riche en vieilles maisons, Saugues, dont la spécialité était le tournage des "esclops" (les sabots de bois), est dominée par la tour dite des Anglais, un donjon carré du XIIIe siècle.
La tour devrait son nom au siège subi en 1362 pour en déloger des routiers partisans des Anglais (un chevalier anglais, mort en 1380, repose dans une tombe gothique du cimetière). Elle est ornée des fresques d'un artiste de Saugues, Lucien Gires. Elle abrite aujourd'hui des expositions estivales.
Une étude d'histoire architecturale, avec analyse archéologique du bâti, a été publiée par Christian Corvisier.
- La tombe présumée du chevalier anglais Mac Haren, tué au siège de Châteauneuf-de-Randon en 1380, située dans le cimetière et classée monument historique en 1910.
- La chapelle des Pénitents

Elle est le siège d'une confrérie fondée en 1652, semblable à celle du Puy. Le Jeudi Saint, les membres de cette confrérie parcourent la ville en procession, dans un geste de foi et de pénitence, en cagoule blanche et munis d’une lanterne, excepté ceux qui, en rouge et pieds nus, portent croix et "colonne aux outrages".
- Le musée de la Bête du Gévaudan

Il retrace l'histoire de la Bête du Gévaudan qui ravagea entre 1764 et 1767 la région de Saugues et ses alentours. À travers 24 scènes, il reconstitue l'atmosphère de l'époque, pendant laquelle la terreur et l'horreur régnaient dans les anciennes provinces du Gévaudan et d'Auvergne.
- Le diorama Saint Bénilde

Composé en 1962 par l'artiste Lucien Gires, il est installé dans la maison où se trouvait l'école dirigée par le frère Bénilde, rue du Prieuré. Les treize scènes, son et lumière, présentent la vie du frère Bénilde et Saugues au XIXe siècle.
Il est ouvert au public tous les jours pendant les mois de juillet et août ; sur rendez-vous le reste de l'année.
- Le village médiéval déserté de Montchauvet[41]

Le village de Montchauvet date du Xe au XIVe-XVe siècle. La famille de Montchauvet en est issue : elle est connue par Guillaume de Montchauvet qui fut bailli de Saugues pour le seigneur de Mercœur au XIVe siècle. Le village médiéval déserté de Montchauvet a été redécouvert en 1965 et sondé de 1965 à 1994. Les collections et le centre de documentation présentant les objets de la vie quotidienne du village médiéval occupent la Maison du Docteur Jean-Claude Simon. Le site archéologique se visite sur demande.
- Le château d'Ombret[43], inscrit MH[44].
- Croix de l'Anglais, inscrite MH en 1930[45].
- Le mont Mouchet et les combats près de Saugues

Le pays de Saugues a été le théâtre de la Résistance intérieure française en Margeride pendant la Seconde Guerre mondiale. Un musée de la Résistance se visite au mont Mouchet.
Le 10 juin 1944, trois colonnes allemandes, soit 8 000 hommes environ, convergent vers le mont Mouchet avec des blindés, Monistrol d'Allier et Saugues. Elles tentent, sans y parvenir, de prendre au piège les maquisards des réduits du mont Mouchet et de Saugues. Pendant toute la journée du 10 juin ont lieu de violents combats. Au village de la Vachellerie (proche de Saugues), une centaine de véhicules est arrêtée par la section des gendarmes, des sections des 33e et 34e compagnies, renforcées par des éléments de la 12e compagnie. La bataille fait rage toute la journée, et il faut attendre le soir une contre-attaque de deux sections de la 31e compagnie, qui prend l'ennemi de flanc pour le rejeter sur la rive droite de l'Allier. Plusieurs véhicules ennemis sont détruits, dont un blindé.
L'attaque allemande reprend, le 11 juin vers 9 heures, sur les mêmes axes que la veille. C'est une grosse division qui s'élance, avec des chars, de l'artillerie, de l'aviation. Les combats sont acharnés. L'artillerie écrase les compagnies engagées, et, en fin de soirée, la maison forestière, P.C. de l'état-major. Une escadrille de bombardiers légers survole et mitraille en permanence les positions des F.F.I. et lâche même des bombes sur la sortie est de la petite ville de Saugues, détruisant plusieurs maisons. Partout, à Clavières, à Pinols, à Saugues, les maquisards se battent avec courage, mais ne réussissent pas à empêcher la pénétration des blindés ennemis. Les munitions s'épuisent, et les unités de réserve apportent le ravitaillement nécessaire. Les compagnies ont l'ordre de tenir jusqu'à la nuit. Celles du mont Mouchet se replient en direction du « réduit de la Truyère ». Celles de Saugues, 31e et 32e compagnies, se replient vers les forêts de la région de Berbezit (La Chaise-Dieu), et vers la région de la forêt de Mercoire (Haute-Lozère) pour les 33e, 34e, 35e compagnies et la compagnie de passage.
À la suite de ces évènements, le Dr Gerbier, maire de Saugues, et le curé ont dû négocier avec les troupes allemandes pour empêcher des représailles. Un monument à la Vachellerie et la statue de la Vierge rappellent cette période.
- Bergougnoux

Petit village typique de la région par son architecture et l'atmosphère qui y règne.

### Personnalités liées à la commune
- Famille de Mercoeur, seigneurs de Saugues.
- Famille de La Rodde, famille de la noblesse française originaire de Saugues.
- Famille de Langlade, famille de la noblesse française issue de la ville de Saugues.
- Saint Noël Chabanel (1613-1649), missionnaire jésuite assassiné au Canada, né à Saugues.
- Joachim Barrande (1799-1883), géologue et paléontologue, né à Saugues.
- Saint Bénilde (1805-1862), enseignant à Saugues de 1841 à sa mort.
- Abbé François Fabre (1854-1932), prêtre et historien, né et décédé à Saugues.
- Robert Sabatier (1923-2012), écrivain né à Paris. Saugues est le village décrit dans Les Noisettes sauvages.
- Joël Vernet (1954-), écrivain, dont la famille est originaire de Saugues, auteur d'une œuvre poétique importante.Prix Heredia 2021 de l'Académie française.

### Héraldique
| Saugues | Le blasonnement de Saugues est : D'azur, à la lettre capitale S d’argent, cernée de deux rameaux montant d’une même branche de sinople, surmontée d’un soleil d’or. Origine moderne |

| Mercœur | Le blasonnement de Saugues sous l'Ancien Régime devait être celui de Mercœur : de gueules à trois fasces de vair. |